# ラ・クロット
ラ・クロット(La Clotte)は、ヌーヴェル＝アキテーヌ地域圏シャラント＝マリティーム県にあるフランスの小さなコミューン。
市名は凹地を意味する古い方言に由来するとされる。同じ地名は、フランス中部から南部にかけてガール県、ジロンド県、ロット＝エ＝ガロンヌ県にもある。

## 人口統計
| 1968年 | 1975年 | 1982年 | 1990年 | 1999年 | 2004年 | 2006年 | 2012年 |
| ------ | ------ | ------ | ------ | ------ | ------ | ------ | ------ |
| 484    | 499    | 475    | 475    | 490    | 499    | 531    | 698    |

参照元:1999年までEHESS/Cassini、2004年以降INSEE